# Équipe cycliste Crelan-Euphony
Pour les autres équipes sponsorisées par la banque mutualiste Crelan, voir Crelan.
L'équipe cycliste Crelan-Euphony est une formation belge de cyclisme professionnel sur route. Durant son existence, elle appartient aux équipes continentales professionnelles et participe donc principalement aux épreuves des circuits continentaux, tout en pouvant profiter d’invitations sur des courses du ProTour. Elle disparaît à l'issue de la saison 2013.
Elle ne doit pas être confondue avec l'équipe Crelan-Vastgoedservice.

## Histoire de l'équipe

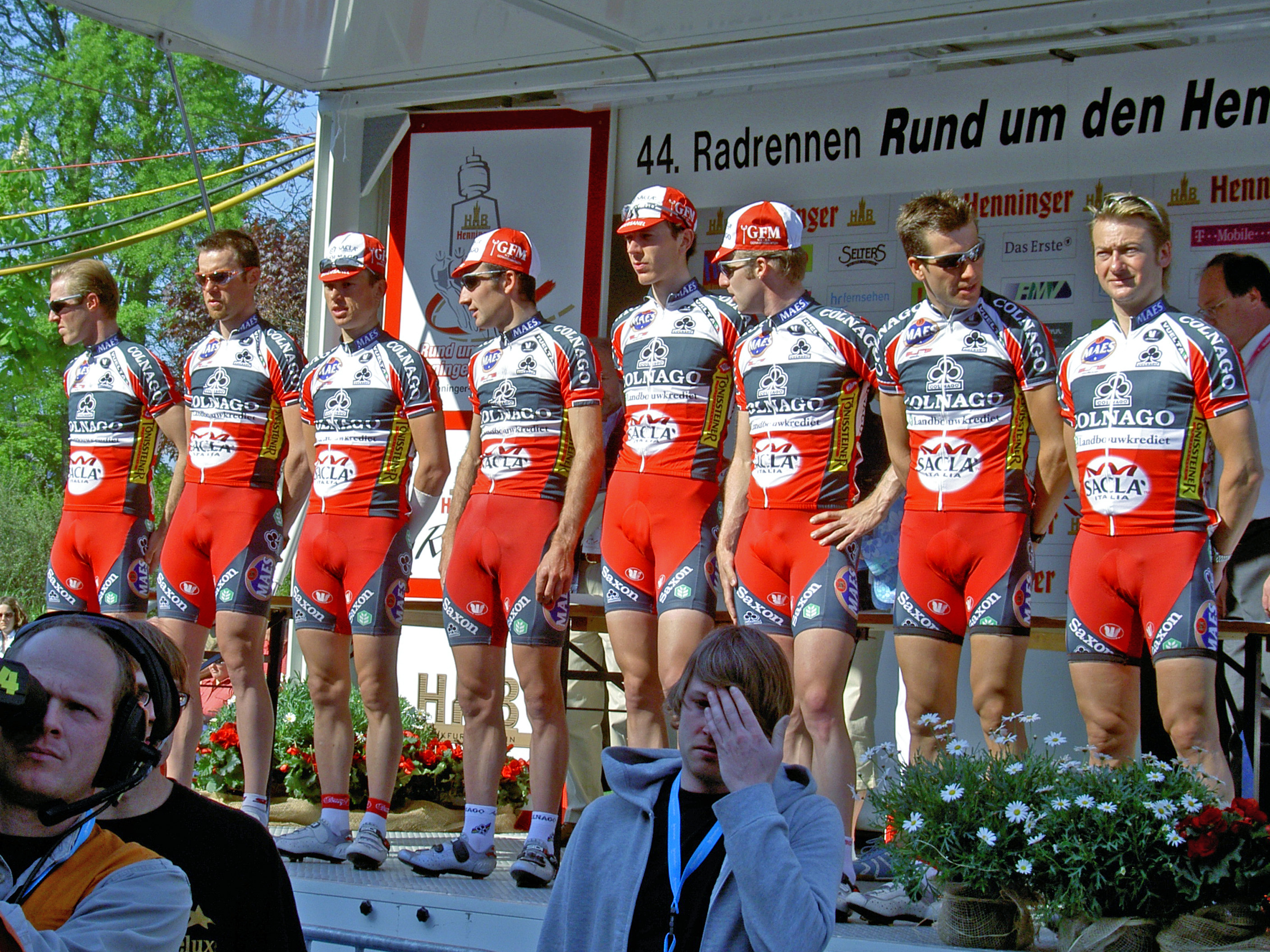
L'équipe Landbouwkrediet-Colnago sur le Henninger Turm 2005.

L'équipe a été fondée sous un statut professionnel en 1992 sous le nom Saxon des suites de l'équipe SEFB. En 1995 une nouvelle équipe est mise en place sous le nom de Tönissteiner-Saxon, succédant à l'équipe suisse Saxon-Selle Italia, déjà dirigée par Gérard Bulens, manager de l'équipe depuis sa création. En 2001, elle prend le nom de son principal sponsor, la banque belge Landbouwkrediet, ou Crédit agricole en français. Afin d'éviter les confusions avec l'équipe française Crédit agricole, sponsorisée par le Crédit agricole français, le nom officiel est Landbouwkrediet.
Après avoir fait partie des Groupes Sportifs 2 (deuxième division des équipes cyclistes au niveau international) de 1999 à 2002, puis des Groupes sportifs 1 en 2003 et 2004, elle acquiert, lors de la création du système ProTour en 2005, le statut d'équipe continentale professionnelle.
L'équipe disparait à la fin de la saison 2013 faute d'argent, néanmoins Crelan conserve son soutien financier à deux cyclocrossmans Sven Nys et Sven Vanthourenhout au travers de l'équipe Crelan-AA Drink.

## Principales victoires

### Grands tours
- Tour d'Italie
  - 3 participations (2002, 2003, 2004)
    - Meilleure place au classement général : Yaroslav Popovych, 3e en 2003
    - 1 classement annexe, Meilleur Jeune : Yaroslav Popovych en 2003

### Championnats nationaux
- Championnat de Lituanie sur route : 3
  - Course en ligne : 2003 et 2004 (Tomas Vaitkus)
  - Contre-la-montre : 2003 (Tomas Vaitkus)
- Championnat d'Ouzbékistan sur route : 3
  - Course en ligne : 2004 (Sergueï Lagoutine)
  - Contre-la-montre : 2004 et 2005 (Sergueï Lagoutine)
- Championnat de Belgique de cyclisme sur route : 1
  - Course en ligne : 2004 (Tom Steels)
- Championnat de Finlande de cyclisme sur route : 1
  - Contre-la-montre : 2012 (Matti Helminen)
- Championnat de Nouvelle-Zélande sur route : 1
  - Course en ligne : 2001 (Gordon McCauley)
- Championnat de Belgique de cyclo-cross : 3
  - Élites : 2009, 2010 et 2012 (Sven Nys)
- Championnat de Belgique de VTT : 1
  - Cross-Country : 2013 (Sven Nys)

### Championnats du monde
- Championnat du monde de cyclo-cross en 2013 (Sven Nys)

## Classements UCI
Jusqu'en 1998, les équipes cyclistes sont classées par l'UCI dans une division unique. En 1999, le classement UCI par équipes est divisé entre GSI, GSII et GSIII. L'équipe Tönissteiner, qui devient Landbouwkrediet en 2001, est classée parmi les Groupes Sportifs II (GSII), la deuxième division des équipes cyclistes professionnelles, de 1999 à 2002. En 2003 et 2004, elle est classée parmi les GSI (première division). Le classement donné ci-dessous pour cette période est celui de l'équipe en fin de saison.
| Saison | Classement par équipes | Meilleur coureur au classement individuel |
| ------ | ---------------------- | ----------------------------------------- |
| 1995   | 59e                    | Marc Streel (711e)                        |
| 1996   | 46e                    | Marc Streel (136e)                        |
| 1997   | 40e                    | Ludo Dierckxsens (116e)                   |
| 1998   | 56e                    | Hans De Meester (286e)                    |
| 1999   | 20e (GSII)             | Michel Vanhaecke (109e)                   |
| 2000   | 25e (GSII)             | Michel Vanhaecke (128e)                   |
| 2001   | 29e (GSII)             | Michel Vanhaecke (248e)                   |
| 2002   | 4e (GSII)              | Yaroslav Popovych (74e)                   |
| 2003   | 28e                    | Yaroslav Popovych (39e)                   |
| 2004   | 22e                    | Yaroslav Popovych (65e)                   |

L'équipe Landbouwkrediet a, avec le statut d'équipe continentale professionnelle, participé principalement aux épreuves de l'UCI Europe Tour à partir de 2005. Le tableau ci-dessous présente les classements de l'équipe sur les différents circuits, ainsi que son meilleur coureur au classement individuel.
UCI Asia Tour
| Saison | Classement par équipes | Meilleur coureur au classement individuel |
| ------ | ---------------------- | ----------------------------------------- |
| 2011   | 51e                    | Baptiste Planckaert (256e)                |
| 2012   | 42e                    | Kevin Claeys (113e)                       |
| 2013   | 25e                    | Joeri Stallaert (52e)                     |

UCI Europe Tour
| Saison | Classement par équipes | Meilleur coureur au classement individuel |
| ------ | ---------------------- | ----------------------------------------- |
| 2005   | 9e                     | Nico Sijmens (10e)                        |
| 2006   | 15e                    | Bert De Waele (13e)                       |
| 2007   | 11e                    | Andy Cappelle (16e)                       |
| 2008   | 23e                    | Bert De Waele (32e)                       |
| 2009   | 25e                    | Bert De Waele (36e)                       |
| 2010   | 19e                    | Frédéric Amorison (122e)                  |
| 2011   | 7e                     | Aidis Kruopis (10e)                       |
| 2012   | 19e                    | Davy Commeyne (87e)                       |
| 2013   | 20e                    | Sébastien Delfosse (47e)                  |

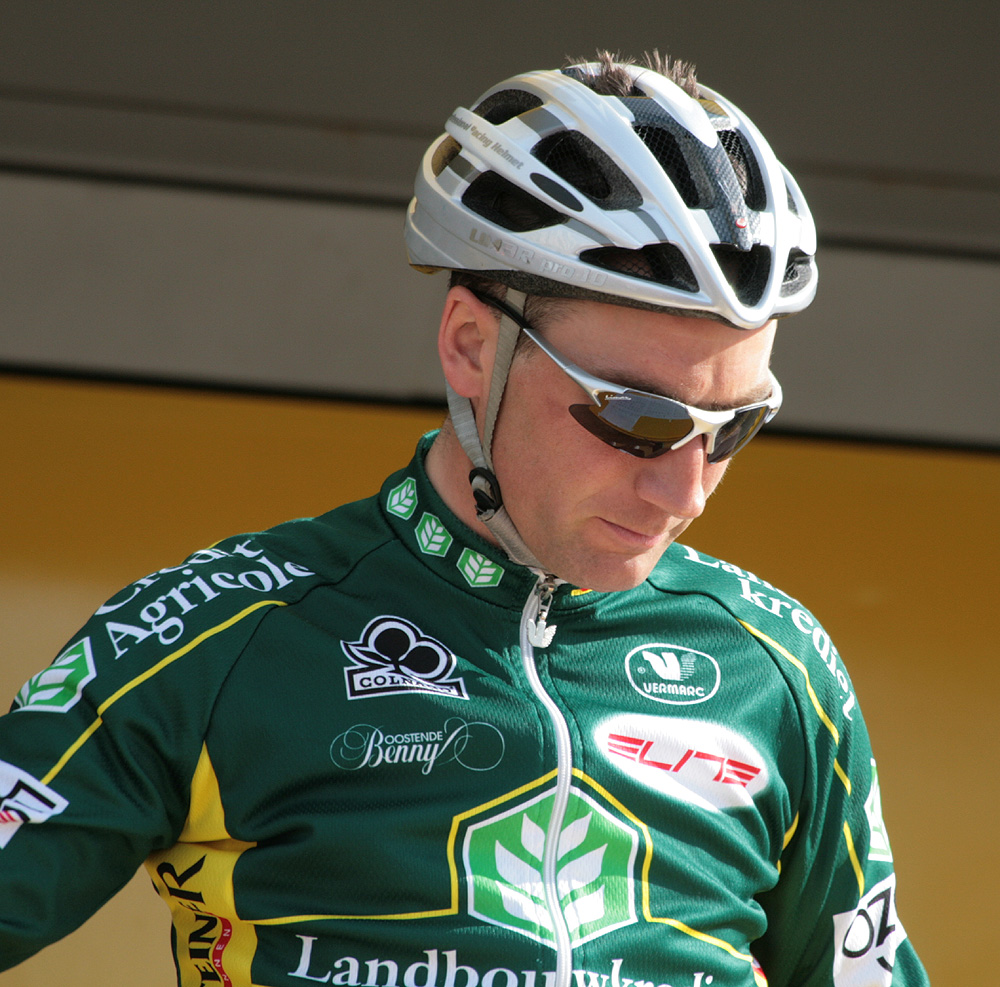
Bert De Waele, au départ de Liège-Bastogne-Liège 2008

En 2009, le classement du ProTour est supprimé, et remplacé par le Classement mondial UCI. Celui-ci compile les points acquis lors d'épreuve du Calendrier mondial UCI et intègre les équipes continentales professionnelles, ce qui n'était pas le cas du classement du ProTour. L'équipe Landbouwkrediet est 32e de ce classement avec 4 points. Ceux-ci ont été acquis par Bert De Waele lors du Tour des Flandres.
Calendrier mondial UCI
| Saison | Classement par équipes | Meilleur coureur au classement individuel |
| ------ | ---------------------- | ----------------------------------------- |
| 2009   | 32e                    | Bert De Waele (201e)                      |
| 2010   | 30e                    | Bert De Waele (97e)                       |

## Crelan-Euphony en 2013[7]

### Effectif
| Coureur             | Date de naissance | Nationalité      | Équipe 2012                        | Équipe 2014                               |
| ------------------- | ----------------- | ---------------- | ---------------------------------- | ----------------------------------------- |
| Frédéric Amorison   | 16.02.1978        | Belgique         | Landbouwkrediet-Euphony            | Wallonie-Bruxelles                        |
| Vincent Baestaens   | 18.06.1989        | Belgique         | Landbouwkrediet-Euphony            | BKCP-Powerplus                            |
| Koen Barbé          | 20.01.1981        | Belgique         | Landbouwkrediet-Euphony            | retraite                                  |
| Jonathan Breyne     | 04.01.1991        | Belgique         | Landbouwkrediet-Euphony            | Josan-To Win                              |
| Joeri Bueken        | 01.03.1991        | Belgique         | Landbouwkrediet-Euphony            | T.Palm-Pôle Continental Wallon            |
| Kevin Claeys        | 26.03.1988        | Belgique         | Landbouwkrediet-Euphony            | An Post-ChainReaction                     |
| Sébastien Delfosse  | 29.11.1982        | Belgique         | Landbouwkrediet-Euphony            | Wallonie-Bruxelles                        |
| Gilles Devillers    | 12.02.1985        | Belgique         | Landbouwkrediet-Euphony            | Veranclassic-Doltcini                     |
| Reinier Honig       | 28.10.1983        | Pays-Bas         | Landbouwkrediet-Euphony            |                                           |
| Kurt Hovelijnck     | 02.06.1981        | Belgique         | Landbouwkrediet-Euphony            |                                           |
| Egidijus Juodvalkis | 08.04.1988        | Lituanie         | Landbouwkrediet-Euphony            | 3M                                        |
| Sven Nys            | 17.06.1976        | Belgique         | Landbouwkrediet-Euphony            | Crelan-AA Drink                           |
| Kevin Peeters       | 05.02.1987        | Belgique         | Landbouwkrediet-Euphony            | Vastgoedservice-Golden Palace Continental |
| Baptiste Planckaert | 28.09.1988        | Belgique         | Landbouwkrediet-Euphony            | Roubaix Lille Métropole                   |
| Christophe Prémont  | 22.11.1989        | Belgique         | Wallonie Bruxelles-Crédit agricole | Wallonie-Bruxelles                        |
| Joeri Stallaert     | 25.01.1991        | Belgique         | Landbouwkrediet-Euphony            | Veranclassic-Doltcini                     |
| Stijn Steels        | 21.08.1989        | Belgique         | EFC-Omega Pharma-Quick Step        | Topsport Vlaanderen-Baloise               |
| Klaas Sys           | 30.11.1986        | Belgique         | Bridgestone Anchor                 | Josan-To Win                              |
| Pieter Van Herck    | 08.09.1991        | Belgique         | Bofrost-Steria                     |                                           |
| Sven Vanthourenhout | 14.01.1981        | Belgique         | Landbouwkrediet-Euphony            | Crelan-AA Drink                           |
| Maxime Vantomme     | 08.03.1986        | Belgique         | Katusha                            | Roubaix Lille Métropole                   |
| Stagiaire           | Date de naissance | Nationalité      | Équipe 2013                        | Équipe 2014                               |
| Frans Claes         | 26.08.1983        | Belgique         | Eco Moutain Bike                   |                                           |
| Tom David           | 31.03.1990        | Nouvelle-Zélande | Ovyta-Eijssen-Acrog                |                                           |
| Kevin Verwaest      | 06.01.1989        | Belgique         | Doltcini-Flanders                  | Veranclassic-Doltcini                     |

### Victoires
Route
| Date       | Course                        | Pays      | Classe | Vainqueur           |
| ---------- | ----------------------------- | --------- | ------ | ------------------- |
| 05/05/2013 | Circuit de Wallonie           | Belgique  | 1.2    | Sébastien Delfosse  |
| 12/05/2013 | Tour de Cologne               | Allemagne | 1.1    | Sébastien Delfosse  |
| 14/09/2013 | Flèche côtière                | Belgique  | 1.2    | Egidijus Juodvalkis |
| 09/11/2013 | 8e étape du Tour du lac Taihu | Chine     | 2.1    | Jonathan Breyne     |

Cyclo-cross
| Date       | Course                                               | Pays       | Classe | Vainqueur |
| ---------- | ---------------------------------------------------- | ---------- | ------ | --------- |
| 10/02/2013 | Superprestige #7, Hoogstraten                        | Belgique   | C1     | Sven Nys  |
| 17/02/2013 | G.P. Stad Eeklo, Eeklo                               | Belgique   | C2     | Sven Nys  |
| 18/09/2013 | Cross After Dark Series #1 - CrossVegas, Las Vegas   | États-Unis | C1     | Sven Nys  |
| 13/10/2013 | Trophée Banque Bpost #1 - GP Mario De Clercq, Renaix | Belgique   | C1     | Sven Nys  |
| 03/11/2013 | Superprestige #2 - Cyclo-cross de Zonhoven, Zonhoven | Belgique   | C1     | Sven Nys  |
| 11/11/2013 | Soudal Jaarmarktcross Niel, Niel                     | Belgique   | C2     | Sven Nys  |
| 16/11/2013 | Trophée Banque Bpost #3 - GP d'Hasselt, Hasselt      | Belgique   | C1     | Sven Nys  |
| 17/11/2013 | Superprestige #4, Gavere                             | Belgique   | C1     | Sven Nys  |
| 08/12/2013 | Druivencross, Overijse                               | Belgique   | C1     | Sven Nys  |
| 27/12/2013 | Trophée Banque Bpost #5 - Azencross, Loenhout        | Belgique   | C1     | Sven Nys  |
| 29/12/2013 | Superprestige #6, Diegem                             | Belgique   | C1     | Sven Nys  |